# 爱达邮轮 (中国)
爱达邮轮有限公司（英語：Adora Cruises Limited），前称中船嘉年华邮轮有限公司（简称中船嘉年华邮轮（或）），是由中国船舶集团与嘉年华集团于2018年在中国成立的合资郵輪公司 ，於2020年1月12日正式首航运营。目前，中船嘉年华邮轮船队现共有歌詩達大西洋號和歌詩達地中海號两艘邮轮。同时，其首艘国产新造大型邮轮“爱达·魔都号”，总吨约为13.55万吨，基于嘉年华集团广泛成功使用的“Vista”级平台，由上海外高桥造船有限公司建造，于2023年6月6日正式出坞，于2023年年11月4日完工交付使用。中船嘉年华邮轮旗下第二艘国产新造大型邮轮也已正式进入设计和建造阶段。

## 历史
2013年10月中国船舶集团国产邮轮项目正式启动，经过多方洽谈，中船集团与全球最大的邮轮运营商—英美邮轮公司嘉年华集团进行邮轮项目合作。2015年10月13日,  中船集团、中投公司、嘉年华集团、意大利芬坎蒂尼集团、英国劳氏船级社（LR）和上海市宝山区政府共同在上海发布《邮轮产业六方合作共同宣言》。其中，中船集团将负责邮轮的建造、嘉年华集团负责邮轮的运营及管理、芬坎蒂尼集团负责邮轮的设计论证、英国劳氏船级社负责邮轮的质量管理。2015年10月21日，由嘉年華公司與中国主权财富基金中国投资有限责任公司和中国造船企业中国船舶集团签署合资价值250亿元人民币（26亿英镑）的协议成立中船嘉年华邮轮有限公司。其总部位于香港，中方股东共拥有公司60％的股份，其余部分由意大利造船厂芬坎蒂尼集團（Fincantieri）持有。2016年9月，该公司宣布订购新郵輪的计划。
2017年2月，中船嘉年華宣布訂購首艘中華人民共和國國產郵輪，它將在上海外高橋造船建造和交付，中船嘉年华邮轮負責設計指导。这艘首艘中國國產郵輪将于2023年年底交付。2018年11月，中船嘉年華正式簽下價值15億美元的2艘郵輪購買合同，這是中船嘉年華最早購買的2艘郵輪。
2020年1月12日凌晨，首艘交付的郵輪開始正式運營。
2022年11月25日，中船嘉年华自主邮轮品牌正式定名为爱达邮轮（英語：Adora Cruises）。2023年6月15日，公司名也更改为爱达邮轮有限公司，与品牌名一致。
2023年5月19日，上海市文旅局和中船邮轮联合举办“2023年5·19中国旅游日·上海暨首艘国产大型邮轮船名发布仪式”，首艘国产大型邮轮正式定名“爱达·魔都号”，全长323.6米，型宽37.2米，总吨位13.55万吨，最大吃水8.55米，最大航速22.6节，全船零件数有2500万个，共有2826间舱室。其中，乘客舱室2125间，船员舱室701间，总计面积约34600平方米，可搭载乘客5246人。6月1日2时，爱达·魔都号邮轮开始注水起浮，整个过程持续了5个小时左右。6月6日，“爱达·魔都”号在中国船舶集团旗下上海外高桥造船有限公司2号船坞正式出坞，7月17日首次试航。

## 船隊
中船嘉年华在2020年开始运营从歌詩達郵輪船隊買來的歌詩達大西洋號，並在2021年運營同樣從歌詩達郵輪買來的歌詩達地中海號。但2023年10月歌詩達大西洋號再次被售出至其他邮轮品牌。
而中船嘉年華訂購的第三艘郵輪为中國國產郵輪“爱达·魔都号”，在2023年11月底初交付，這艘首艘中國國產郵輪屬於Vista級。其姊妹船也将于2024年交付。若上述四艘郵輪順利交付，從2028年起每年都會有新郵輪交付。
| 邮轮名称                        | 船旗国 | 建造年份 | 入编年份 | 总吨位     | 母港 | 备注                                                                                | 图片 |
| ------------------------------- | ------ | -------- | -------- | ---------- | ---- | ----------------------------------------------------------------------------------- | ---- |
| 歌詩達地中海號                  | 巴哈马 | 2003     | 2021     | 85,619 GT  | 天津 | 自2021年第四季度开始由中船嘉年华在中国运营，从天津出发，短途国际行程（“Spirit ”级） |      |
| 爱达·魔都号（Adora Magic City） | 巴拿马 | 2019     | 2023     | 133,500 GT | 上海 | 2019年10月开始建造，2023年年底交付中船嘉年华（“Vista”级）                           |      |
| 未来邮轮                        |        |          |          |            |      |                                                                                     |      |
| 爱达·花城号（Adora Flora City） | 待定   | 2022     | 2026     | 143,000 GT | 广州 | 2022年8月开始建造，预计2026年底交付中船嘉年华（“Vista”级）                          |      |